# Dacorène
Le dacorène est un composé chimique aux propriétés sympatholytiques. C'est le premier médicament actif sur le rythme cardiaque.

## Histoire
En 1939 à l’Institut Pasteur, parmi les éthers phénoliques que vient de synthétiser Herbert Strickler et dont le laboratoire de chimie thérapeutique poursuit l’étude systématique, Ernest Fourneau et ses collaborateurs mettent en relief l’activité du diéthylamino-éthoxy-2 diphényle, ou 1262 F, peu toxique et breveté l'année précédente sous le nom de dacorène par la société Rhône-Poulenc. Cette molécule possède certaines des propriétés sympathicolytiques du prosympal (883 F),, mais elle est également douée d'une activité antiarythmique jusqu'alors inconnue en thérapeutique : elle exerce un puissant effet sur le lapin, protégeant cet animal contre les troubles du rythme cardiaque provoqués par une dose létale de nitrate d’aconitine,,.
Le dacorène sera utilisé dans le traitement de l’angine de poitrine,et il servira en chirurgie pendant une vingtaine d'années.